# Anaxiles
Anaxiles (altgriechisch ᾿Αναξίλης) war möglicherweise ein antiker griechischer Goldschmied, der in der zweiten Hälfte des 5. Jahrhunderts v. Chr. tätig war.
Der Name Anaxiles (ΑΝΑΞΙΛΗΣ) ist inschriftlich auf einem goldenen Fingerring erhalten, wobei aufgrund fehlender Beiworte nicht sicher ist, ob es sich dabei um eine Künstlersignatur oder um eine Besitzer-Inschrift handelt. Das Schriftbild der Gravur lässt auf eine Herkunft aus dem ionischen Teil Griechenlands schließen. Die Ringplatte ist mit einer mit einem Helm und einem Schild gerüsteten Athena verziert, zudem ist ihr als Attribut eine Eule beigegeben. Der Ring wurde in einem Grab in Polis Chrysochous (Marion) auf Zypern gefunden und befindet sich heute im British Museum in London. Aufgrund einer falschen Lesung wurde Anaxiles früher auch ein zweiter Ring zugeschrieben, der aber von Herakleidas signiert wurde.